# Pangkalan Batu
Pangkalan Batu is een bestuurslaag in het regentschap Langkat van de provincie Noord-Sumatra, Indonesië. Pangkalan Batu telt 4248 inwoners (volkstelling 2010).